# Needtobreathe
Needtobreathe — американская христианская рок-группа
Лауреат и многократный номинант на премию Gospel Music Awards, номинант на Grammy Awards.

## История
См. также «Needtobreathe History» в английском разделе.
Братья William Stanley «Bear» Rinehart III и Nathaniel Bryant «Bo» Rinehart выросли в Possum Kingdom, штат Южная Каролина, и позднее переехали в Seneca, где впервые начали выступать. Первое выступление было в Furman University.
После окончания университета, братья вместе с Joe Stillwell и Seth Bolt, объединились для записи независимого альбома на своей частной студии.
В 2001 году братья выпустили независимо от больших лейблов свой первый альбом из 11 песен, The Feature. В 2004 году за ним последовали два четырёх-песенных EP: Fire и Turnaround. Это привлекло внимание к группе лейбла Lava Records, принадлежащего корпорации Universal Music Group, которые подписали с группой контракт в 2005 году.

## Участники группы
- William Stanley «Bear» Rinehart III (род. 6 сентября 1980, Greenville, South Carolina)[6][7][8] — вокал, гитара, фортепиано, орган, гармоника
- Nathaniel Bryant «Bo» Rinehart (род. 31.12.1981, Conway, South Carolina)[7][8][9] — лид-гитара, банджо, мандолина, бэк-вокал
- Seth M. Bolt (род. 22 декабря[10] 1983)[11] — бас-гитара, мандолина, перкуссия, ударные, бэк-вокал
- Josh Lovelace — орган хаммонд, фортепиано, бэк-вокал; бывшие члены
- Joe Stillwell (2001—2012) — ударные[12]

## Дискография
См. также «Needtobreathe Discography» в английском разделе.

### Альбомы
- Daylight (2006)
- The Heat (2007)
- The Outsiders (2009)
- The Reckoning (2011)
- Rivers in the Wasteland (2014)
- Live from the Woods at Fontanel (2015)
- Hard Love (2016)

## Награды и номинации

### Gospel Music Awards
| Год  | Награда                                     | Название              | Результат |
| ---- | ------------------------------------------- | --------------------- | --------- |
| 2008 | Rock/Contemporary Recorded Song of the Year | «Signature of Divine» | Номинация |
| 2008 | Rock/Contemporary Album of the Year         | The Heat              | Номинация |
| 2009 | Rock/Contemporary Recorded Song of the Year | «Washed by the Water» | Победа    |
| 2010 | Group of the Year                           |                       | Победа    |
| 2010 | Rock/Contemporary Recorded Song of the Year | «Lay 'Em Down»        | Победа    |
| 2010 | Rock/Contemporary Album of the Year         | The Outsiders         | Победа    |
| 2011 | Group of the Year                           |                       | Победа    |
| 2011 | Rock/Contemporary Recorded Song of the Year | «Something Beautiful» | Победа    |
| 2012 | Group of the Year                           |                       | Победа    |
| 2012 | Rock/Contemporary Recorded Song of the Year | «Slumber»             | Победа    |
| 2012 | Rock/Contemporary Album of the Year         | The Reckoning         | Победа    |
| 2013 | Short Form Video                            | «Keep Your Eyes Open» | Номинация |
| 2013 | Rock/Contemporary Recorded Song of the Year | «Keep Your Eyes Open» | Победа    |

### Grammy Awards
| Год  | Награда                                                           | Результат |
| ---- | ----------------------------------------------------------------- | --------- |
| 2015 | Best Contemporary Christian Music Performance/Song («Multiplied») | Номинация |